# 谢尔盖·阿波利纳里耶维奇·格拉西莫夫

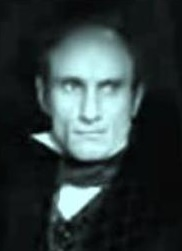

谢尔盖·阿波利纳里耶维奇·格拉西莫夫（俄语：Сергей Аполлинариевич Герасимов；1906年5月21日—1985年11月26日），是苏联一位电影导演和编剧，曾獲得“苏联人民艺术家”称号。代表作有《静静的顿河》。